# Vogošća
Vogošća es una municipalidad y localidad de Bosnia y Herzegovina. Se encuentra en el cantón de Sarajevo, dentro del territorio de la Federación de Bosnia y Herzegovina. La capital de la municipalidad de Vogošća es la localidad homónima.

## Localidades
La municipalidad de Vogošća se encuentra subdividida en las siguientes localidades:
- Blagovac
- Budišići
- Donja Vogošća
- Garež
- Gora
- Grahovište
- Hotonj
- Kamenica (Vogošća)
- Kobilja Glava
- Kremeš
- Krivoglavci
- Ljubina-Poturovići
- Nebočaj
- Perca (Vogošća)
- Semizovac
- Svrake
- Tihovići
- Uglješići
- Ugorsko
- Vrapče

## Demografía
En el año 2009 la población de la municipalidad de Vogošća era de 21 595 habitantes. La superficie del municipio es de 71.7 kilómetros cuadrados, con lo que la densidad de población era de 301 habitantes por kilómetro cuadrado.